# Sophus Vermehren
Sophus Vermehren (født 28. august 1866 i København, død 25. marts 1950 på Frederiksberg) var en dansk kunstmaler. Han er af en malerfamilie, idet hans far Frederik Vermehren og bror Gustav Vermehren begge var malere.

## Uddannelse
Sophus Vermehren stod i malerlære i tre år og fik i øvrigt tegneundervisning af sin far. Han gik på Kunstakademiet i perioden 1883-1892 og fik på den måde en uddannelse, der i høj grad lignede hans brors. Han debuterede på Charlottenborg i 1893.

## Karriere
Vermehren malede flere forskellige typer billeder, idet han både lavede portrætter, scener fra familieliv, landskabsmalerier og altertavler. Hans familiegenrebilleder var mindre præget af folkelivet og mere udtryk for borgerlige dyder. Blandt hans billeder i denne genre kan nævnes En dreng der læser avisen for sine forældre (seneste 1891), Når den syge har fået ro (1902) og Datteren er bedt ud til aften (1902). Et af hans første portrætter var af litografen professor Adolph Kittendorff, udstillet på Charlottenborg i 1893. Portrættet indbragte ham De Neuhausenske Præmier. Hans landskabsbilleder er mere idylliske i deres udtryk og er sandsynligvis inspireret af Julius Exner. Han har skabt altertavler til kirkerne i Herborg og Galten.
Vermehren bidrog til en række udstillinger, først og fremmest adskillige gange på Charlottenborgs forårsudstilling i perioden 1891-1915. Han deltog også i Kunstnernes Efterårsudstilling et par gange foruden landsudstillingen i Aarhus i 1909. Senere i karrieren var det især på Kunstnerforeningen af 18. novembers udstillinger, man kunne se hans billeder. Han modtog De Bielkeske Legater i 1896 samt andre præmier og udmærkelser.
Han fungerede i en periode som tegnelærer på Københavns Tekniske Skole og underviste endvidere på en forberedelsesskole, som han oprettede sammen med sin bror Gustav.

## Familie
Sophus Vermehren var søn af maler Frederik Vermehren og hans hustru Thomasine Ludvigne Grüner, og foruden broderen Gustav havde han også en anden bror, lægen Frederik Fermehren.
Sophus Vermehren blev gift med maleren Yelva Petrea Sophie Bock. Parret fik tre sønner, Christian, Emil og Martin Vermehren, der alle malede i større eller mindre omfang, men i hvert fald de to yngste uddannede sig som læger. Sophus og Yelva Vermehren blev senere skilt.
| - Personer - En kone og en lille pige ved håndarbejdet, 1908 - Portræt af en ung kvinde, 1926 - Bedstemor læser højt for sit syge barnebarn, 1940 - Interiør med strikkende kone (ukendt dato) - Kvinde der skræller frugt, (ukendt dato) |

| - Køkkeninteriør med siddende kvinde, (ukendt dato) - Gårdsplads med kvinde, der fodrer duer og dreng med løbehjul, (ukendt dato) - Interiør med familie ved køkkenbordet, (ukendt dato) - Interiør med fru Kaja Pfaff, f. Galschiøt, siddende i dagligstuen, (ukendt dato) - Interiør med læsende herre, (ukendt dato) - Interiør med læsende kvinde ved bord, (ukendt dato) - Interiør med mor og dreng i samtale, (ukendt dato) - Interiør med ung kvinde der skræller kartofler, (ukendt dato) - Ung kvinde med brev i hånden, (ukendt dato) - Ung mand siddende med guitar og hat, (ukendt dato) - Ved køkkenbordet, (ukendt dato) - Ved morgenbordet, (ukendt dato) - Ung pige piller frugt, (ukendt dato) - Frokosten serveres, (ukendt dato) |

| - Andre værker af Sophus Vermehren - Høns ved et bondehus, 1902 - Sommerdag med antagelig malerens hustru Yelva Vermehren (sv), 1904 - Sankt Jørgensbjerg i Roskilde, 1904 - Gårdeksteriør med personer, ged og høns, (ukendt dato) - Gadeparti, antagelig fra Ribe, (ukendt dato) - En nybagt student viser antiksamlingen frem for en ung pige, (ukendt dato) - Opstilling med chrysanthemum i blå vase, (ukendt dato) - Stilleben, (ukendt dato) |